# Поплужне
Поплу́жне — поземельний податок, що його сплачували залежні селяни натурою (зерном, медом, воском тощо) в Київській Русі та руських (українських) князівствах у IX — першій половині XIV ст.
Одиницею оподаткування в Київській Русі був плуг, звідси і назва податку.
Аналогічний податок у Великому князівстві Литовському та на Чернігово-Сіверщині називався «ланове» (одиниця оподаткування — лан — бл. 16,8-25 га), де селяни платили грішми з лану — 10-30 грошів. Поплужне йшло на військові витрати, утримання великокнязівського двору тощо.